# Florence Ndagire
Florence Ndagire est une avocate ougandaise, qui travaille comme chercheuse juridique et avocate des droits de l'homme aux Nations unies (ONU) à Genève, en Suisse . Florence Ndagire, qui est totalement aveugle, est également présidente du groupe régional d'ONU Femmes pour l'Afrique orientale et australe, comprenant douze pays. Elle est la première personne malvoyante à se qualifier et à obtenir une licence d'avocat en Ouganda.

## Éducation
Florence Ndagire nait à Nkokonjeru, district de Buikwe en 1984, de Joyce Nabinaka et Francis Kayizi. Prématurée, après environ six mois de gestation, elle reste plusieurs semaines dans un incubateur à l'hôpital. Lorsque ses parents la ramènent de l'hôpital, ils réalisent que leur nouveau-né est aveugle. Elle fréquente l'école primaire Bishop Wills dans le district d' Iganga . Après l'école secondaire, elle est admise à l'Université Makerere de Kampala, pour étudier le droit. Pendant son séjour à Makerere, elle est élue au Conseil des représentants de la guilde (GRC) pour représenter les étudiants de la Faculté de droit. Après avoir obtenu son baccalauréat en droit de Makerere, elle obtient un diplôme en pratique juridique du Law Development Center (LDC), également à Kampala,. Plus tard, elle obtient une maîtrise en droit de l' Université de Leeds au Royaume-Uni. Dans une interview en 2012, elle attribue à feu Francis Ayume (1940 à 2004) de l'avoir inspirée à étudier le droit. Elle avait l'habitude d'écouter Ayume à la radio et à la télévision depuis son enfance.

## Carrière
Après avoir obtenu son diplôme du Centre de développement du droit et son admission au barreau ougandais en 2009, elle travaille d'abord comme assistante juridique au sein du cabinet d'avocats Mukisa & Mukisa Company Advocates, de juillet 2009 à juillet 2010. Elle est ensuite embauchée par la Société ougandaise pour les enfants handicapés, une organisation à but non lucratif, où elle travaille en tant que responsable du lobbying politique et du plaidoyer d'octobre 2009 à octobre 2011. Puis, de mars 2012 à juillet 2013, elle est employée comme responsable de la collecte de fonds et du plaidoyer à l'Association nationale ougandaise des aveugles.
D'août 2013 à décembre 2014, elle travaille comme responsable des droits de l'homme et de la collecte de fonds pour l'organisation à but non lucratif Light of the World, basée aux Pays- Bas, avec des bureaux en Ouganda. Elle rejoint ensuite ADD International, une organisation à but non lucratif basée au Royaume-Uni . Elle travaille dans leur bureau de Kampala en tant qu'agent principale de programme de février 2015 à octobre 2016.
À partir d'octobre 2016, elle est employée par les Nations unies (ONU), en tant que rapporteur spécial des Nations unies sur les droits des personnes handicapées, et est basée à Genève, en Suisse . Ses rapports sont examinés par le Conseil des droits de l'homme.
Depuis le 1er avril 2018, elle a rejoint l'Union mondiale des aveugles en tant que conseillère en politique des droits de l'homme.

## Vie personnelle
Florence Ndagire est mariée à John Mary Nsimbi, un Ougandais, et ensemble ils sont les parents d'un fils et de deux filles. Nsimbi travaille en Ouganda, tandis que le poste de travail de Ndagire est en Suisse. Il prend souvent l'avion pour la rejoindre.